# Бражелонь-Бовуар
Бражело́нь-Бовуа́р (фр. Bragelogne-Beauvoir) — коммуна во Франции, находится в регионе Шампань — Арденны. Департамент — Об. Входит в состав кантона Рисе. Округ коммуны — Труа.
Код INSEE коммуны — 10058.
Коммуна расположена приблизительно в 175 км к юго-востоку от Парижа, в 110 км южнее Шалон-ан-Шампани, в 40 км к югу от Труа.

## Население
Население коммуны на 2008 год составляло 278 человек.
| 1962 | 1968 | 1975 | 1982 | 1990 | 1999 | 2008 |
| ---- | ---- | ---- | ---- | ---- | ---- | ---- |
| 329  | 298  | 277  | 265  | 284  | 272  | 278  |

## Экономика
В 2007 году среди 175 человек в трудоспособном возрасте (15—64 лет) 136 были экономически активными, 39 — неактивными (показатель активности — 77,7 %, в 1999 году было 83,4 %). Из 136 активных работали 133 человека (74 мужчины и 59 женщин), безработных было 3 (2 мужчины и 1 женщина). Среди 39 неактивных 15 человек были учениками или студентами, 18 — пенсионерами, 6 были неактивными по другим причинам.

## Фотогалерея

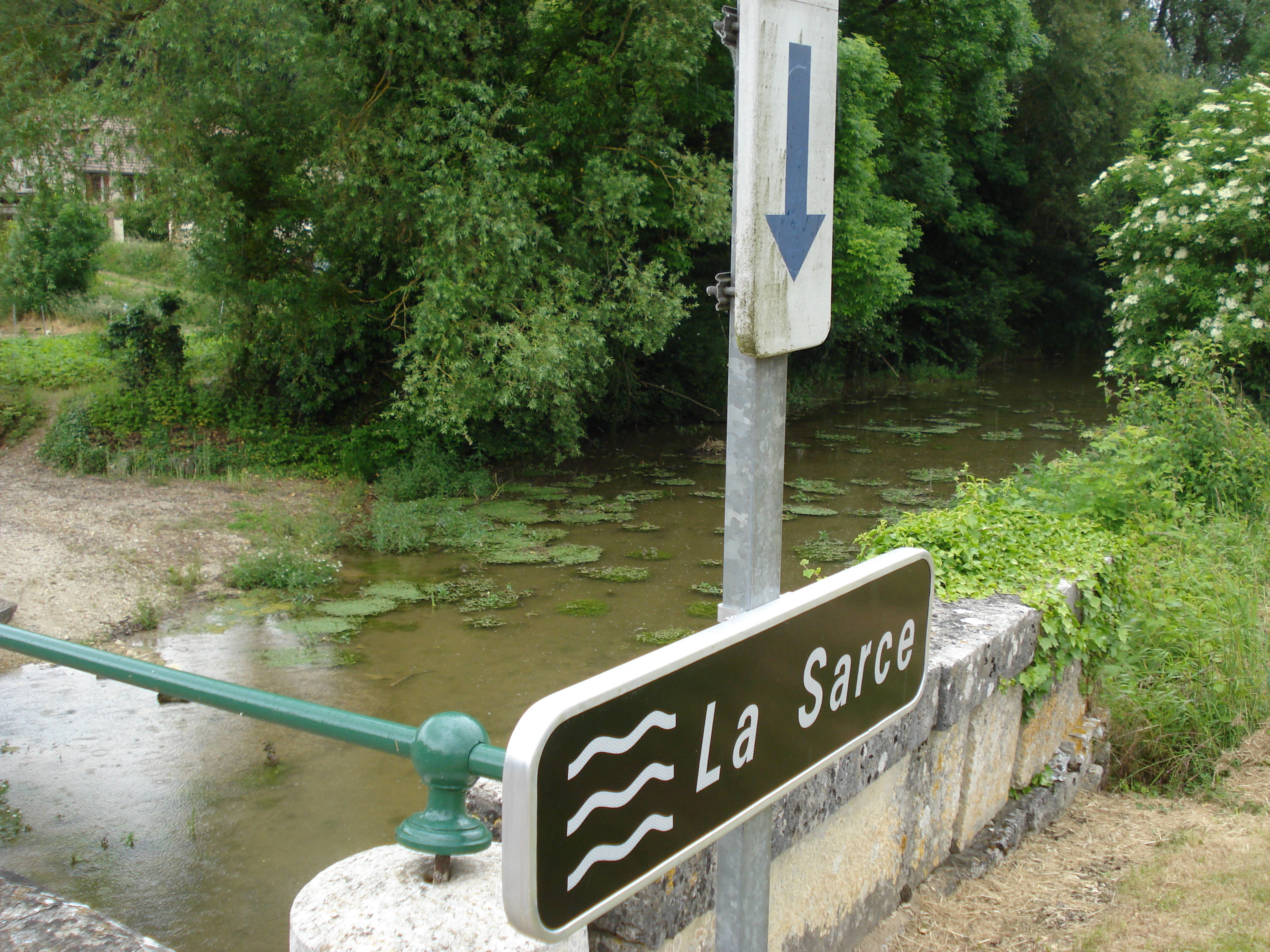
Река Сарс[фр.]
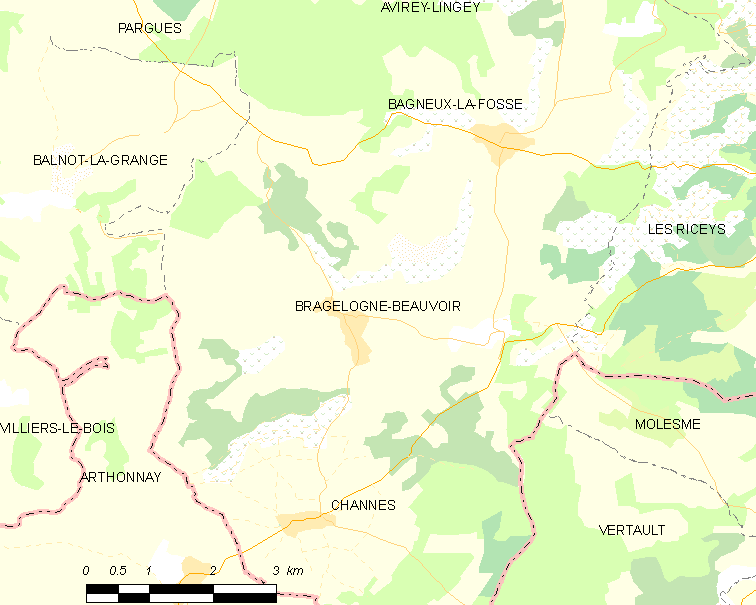
Карта коммуны